# 斯特鲁格船

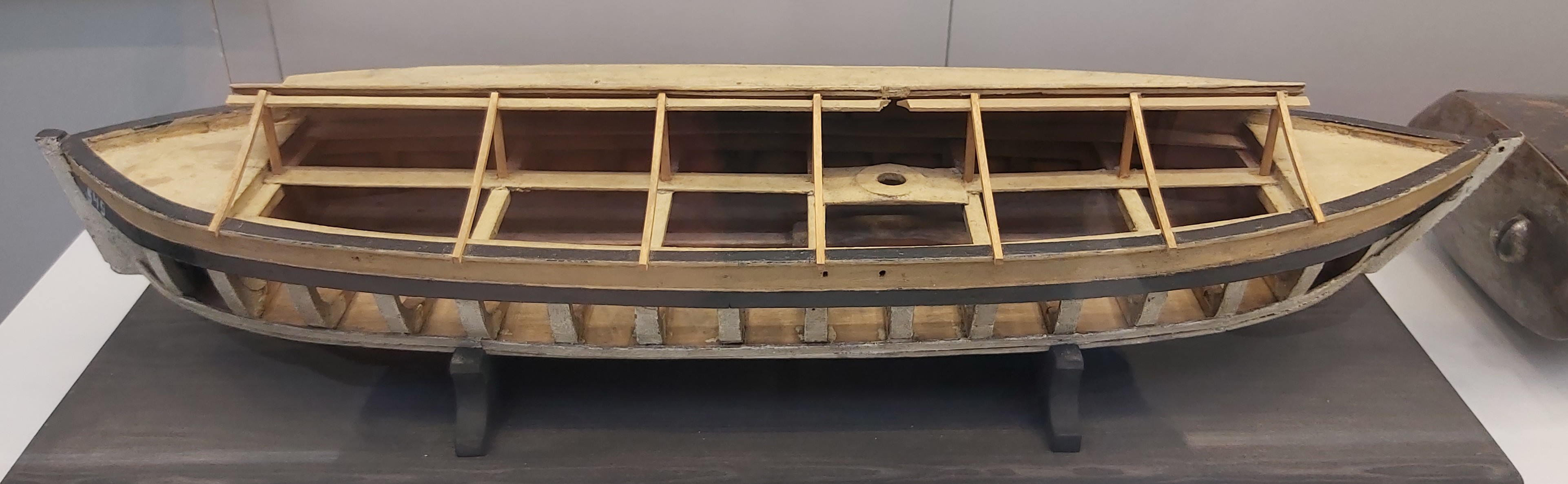
斯特鲁格船

斯特鲁格船是一种平底船，11至18世纪的俄罗斯境內經常能看到此類船隻，該船隻可以用於載客以及货物运输，有時軍事行動中也能看到這種船。 俄罗斯不同地区的斯特鲁格船外觀以及設計有所不同，大部分斯特鲁格船长度为20-45米，宽度为 4-10 米，有6-20個槳。